# Édouard Candeveau
Édouard Candeveau (ur. 11 lutego 1898, zm. w listopadzie 1989) – szwajcarski wioślarz, dwukrotny medalista olimpijski.
Wystąpił na igrzyskach olimpijskich w Antwerpii w 1920, gdzie razem z Alfredem Felberem i Paulem Piagetem (sternik) zdobył brązowy medal w dwójkach ze sternikiem. W finale Szwajcarzy nieznacznie przegrali z Francuzami i Włochami. Na rozgrywanych cztery lata później igrzyskach olimpijskich w Paryżu w tej samej konkurencji Candeveau, Felber i Émile Lachapelle wywalczyli złoty medal. W biegu finałowym wyprzedzili srebrnych medalistów, Włochów, o 0,1 sekundy. Wystartował również w jedynkach na igrzyskach olimpijskich w Amsterdamie w 1928 roku, jednak odpadł w pierwszej rundzie.
W dwójkach ze sternikiem zdobywał także złote medale na mistrzostwach Europy w Barcelonie (1922) i mistrzostwach Europy w Como (1923) oraz srebrny na mistrzostwach Europy w Mâcon (1920). Podczas mistrzostw Europy w Pradze (1925) zdobył brązowy medal w czwórce ze sternikiem. Ponadto zwyciężył w dwójkach podwójnych na mistrzostwach Europy w Bydgoszczy (1929) oraz w jedynkach na mistrzostwach Europy w Paryżu (1931).
W trakcie kariery reprezentował barwy klubu Société Nautique de Geneva.